# 電獺
電獺股份有限公司是一間位於台北市松山區的互联网科技公司，由謝綸、蘇芃翰與黃慈霖于2012年10月18日創辦。
2016年5月4日，遊戲橘子宣布购入電獺約15%股权，并于同年7月完成交割手續。目前电獭在官方文件和招聘启事中以“电獭集团”名义发表。电獭亦是第3、4届走鐘獎的协办单位。

## 业务概况与历史
電獺的前身為昂圖股份有限公司創始團隊，於2011年7月6日成立。初期為謝綸、蘇芃翰於2009年成立工作室，進行社群平台PasteWall的開發，想效仿紐約大學學生在Kickstarter中的Diaspora的提案，但被平台拒絕，爾後在台灣進行群眾募資平台的開發，經謝綸在台大圖書資訊學系的學弟林大涵引薦，無名小站的共同創辦人林弘全引進資金，共同成立群眾募資平台flyingV。
2012年，由於團隊目標不同，謝綸與蘇芃翰等昂圖創始團隊退股離開後成立電獺。
目前的電獺擁有「鄉民晚報」、PasteWall、Supr.One等面嚮大衆的社群產品；媒體產品方面，電獺旗下包括由女性主筆的華文科技媒體「電獺少女」、專業內容製作團隊「电獭制作」、遊戲媒體團隊「辣机製造所」以及由女性主筆的機車/汽車影片媒體「女子車流」；并擁有一系列的專家工具群，包括：大數據管理應用平台AotterTrek、網路後端自動生成引擎 AotterClam、轉單與C2C電子商務平台 AotterMarket、臉書行銷模組 AotterVote、票券核銷開放平台 Allticket（已轉售給統一集團） 等。电獭的各項產品在两岸三地和全球擁有超過18萬用戶及超過1800家商業用戶，並擁有電豹、電鼬、電鯨等附屬/關係企業。
電獺於2021年被BestStartup.Asia入選為台灣 Top 47 間優秀的臺灣產品設計和新創公司行列、同時也入選了APAC CIO Look雜誌的2021亞洲十大大數據服務提供商，同年電獺也獲得台北市亮點企業品牌領航獎。自2021年起，目前電獺是台灣唯一一間國際廣告互動組織的技術實驗室成員。
電獺于2021年跨界進入餐飲業，營運實體展演空間與咖啡廳品牌－「獺空間AotterSpace」。
「電獺少女Youtube 頻道」於2023/07/06 達到 100 萬訂閱 （页面存档备份，存于）里程碑。
旗下子公司電豹於2023/08/24獲得數位發展部的數位發展署「數位新創應用獎勵計畫」的「adi15數位新創獎」，在獲獎的新創企業中，電豹公司是少數兼具 MarTech 和 AdTech 技術的品牌之一。
電獺於2024/11/07宣布與統一資訊達成戰略合作，成功建置符合國際標準的第一方數據廣告生態系統，並在宣布成為目前擁有台灣最大RMN第一方數據聯播網服務提供者。
目前電獺在台灣、中國大陸、香港、日本及全球各個地區都有業務往來，并在香港設立聯絡處處理有關事宜。

## 核心成員
- 共同創辦人兼執行長：謝綸
- 共同創辦人兼副執行長：蘇芃翰 博士
- 共同創辦人：黃慈霖
- 營運長：賴盈蒨（電獺少女成員 Emma）
- 財務負責人兼電獺少女主編：曾立芳（電獺少女主編 蜜柑）[16]
- 法律顧問：周逸濱、許家華
- 資深軟體開發經理：曾毓傑
- 藝術總監：蔣孟儒[17]

## 业务据点
- 台湾台北市：总部
- 香港：联络处

## 游戏橘子入股
2016年4月30日，中視新聞报道，游戏橘子即将投资电獭公司。报道称：鴻海創辦人郭台銘曾想以每股新台幣三位數代價買下電獺股東手中45％股權，更傳出電獺四度拒絕郭台銘投資。美國硅谷創投公司爭相入股，最後都以失败告终。最终遊戲橘子脫穎而出，准备购入電獺股权。
2016年5月4日游戏橘子正式宣布购入電獺約15%股权，同年7月完成入股。